# Глаубниц
Гла́убниц или Глу́поньца (нем.  Glaubnitz; в.-луж. Hłupońca) — деревня в Верхней Лужице, Германия. Входит в состав коммуны Паншвиц-Кукау района Баутцен в земле Саксония. Подчиняется административному округу Дрезден.

## География
Соседние населённые пункты: на северо-востоке — деревня Йедлица коммуны Буркау, на юго-западе — деревня Горни-Вуезд коммуны Буркау, на юге — деревня Жарецы, на западе — деревня Горни-Вуезд и на северо-западе — деревни Кашецы и Нерадецы.

## История
Впервые упоминается в 1374 году под наименованием Glupenicz. В средние века деревня принадлежала женскому монастырю  Мариенштерн.  
С 1932 по 1957 года входила в состав коммуны Бокка, с 1957 по 1974 года — в коммуну Кашвиц-Глаубниц, с 1974 по 1994 года — в коммуну Остро. С 1994 года входит в современную коммуну Паншвиц-Кукау.
В настоящее время деревня входит в состав культурно-территориальной автономии «Лужицкая поселенческая область», на территории которой действуют законодательные акты земель Саксонии и Бранденбурга, содействующие сохранению лужицких языков и культуры лужичан.
Исторические немецкие наименования:
- Glupenicz, 1374
- Gloppenicz, 1519
- Glaubnicz, 1565

## Население
Официальным языком в населённом пункте, помимо немецкого, является также верхнелужицкий язык.
58 %
Согласно статистическому сочинению «Dodawki k statisticy a etnografiji łužickich Serbow» Арношта Муки в 1884 году в деревне проживало 98 человек (из них — 52 серболужичанина (53 %)).
Лужицкий демограф Арношт Черник в своём сочинении «Die Entwicklung der sorbischen Bevölkerung» указывает, что в 1956 году при общей численности в 100 человек серболужицкое население деревни составляло 7 % (из них верхнелужицким языком активно владело 6 человек, 1 — пассивно).
| 1834 | 1871 | 1890 | 1910 | 1925 | 1939 | 1946 | 1950 | 2004 | 2007 | 2010 | 2015 | 2017 |
| ---- | ---- | ---- | ---- | ---- | ---- | ---- | ---- | ---- | ---- | ---- | ---- | ---- |
| 60   | 80   | 93   | 68   | 69   | 93   | 143  | 141  | 31   | 35   | 25   | 26   | 24   |